# WikiFeet
WikiFeet es un sitio web de fetiche de pies dedicado a compartir fotos de pies de celebridades. En 2016,  Lauren Tyler de Vice Media lo describió como "... el tablero de mensajes y la galería de fotos en línea más extenso de los pies de las mujeres en Internet". En su mayoría, incluye imágenes de los pies de actores, actrices y otros artistas famosos, aunque también se muestran los pies de algunos políticos en el sitio.
Fue fundada en 2008 por Eli Ozer, un ex-programador informático y animador israelí que ahora dirige el sitio a tiempo completo. Según Ozer, el sitio obtiene alrededor de 3 millones de visitas al mes (a partir de julio de 2017).
Si bien el sitio tiene "wiki" en su nombre, no está conectado a Wikipedia ni a la Fundación Wikimedia.
En enero de 2018, se lanzó wikiFeet Men, una contraparte oficial para compartir los pies de celebridades masculinas, junto con wikiFeet X, una contraparte oficial para compartir los pies de artistas adultos, que permite la desnudez.

## Controversia
En enero de 2019, WikiFeet estuvo involucrado en desacreditar un engaño que involucraba a la congresista estadounidense Alexandria Ocasio-Cortez. Los usuarios del sitio determinaron que en una imagen se podría observar los pies de la congresista en una bañera, supuestamente desnuda publicada en internet por Ocasio-Cortez en 2016, tiempo después se confirmó que la imagen era de otra persona, ya que la longitud del dedo corto del pie era una prueba clave. Sydney Leathers, involucrada en los escándalos de sexting de Anthony Weiner de 2013, declaró que ella era la dueña de la imagen de los pies y Leathers escribió en Washington Babylon admitiendo ser la mujer de la foto.